# 931 Whittemora
931 Whittemora este o planetă minoră (asteroid), cu un diametru de 45,298 km, din centura de asteroizi. A fost descoperită pe 19 martie 1920 la Centrul de Cercetări în Astronomie de François Gonnessiat⁠(d). 
Obiectul prezintă o orbită caracterizată de o semiaxă mare de 3,1678805907894 UAi, o excentricitate de 0,23399269588736, o înclinație de 11,403 ° în raport cu ecliptica.